# Amherst Center (Massachusetts)
Amherst Center es un lugar designado por el censo ubicado en el condado de Hampshire en el estado estadounidense de Massachusetts. En el Censo de 2020 tenía una población de 12.681 habitantes y una densidad poblacional de 990,7 personas por km².

## Geografía
Amherst Center se encuentra ubicado en las coordenadas 42°22′31″N 72°31′4″O / 42.37528, -72.51778. Según la Oficina del Censo de los Estados Unidos, Amherst Center tiene una superficie total de 12.85 km², de la cual 12.8 km² corresponden a tierra firme y (0.4%) 0.05 km² es agua.

## Demografía
Según el censo de 2010, había 19.065 personas residiendo en Amherst Center. La densidad de población era de 1.483,78 hab./km². De los 19.065 habitantes, Amherst Center estaba compuesto por el 78.95% blancos, el 5.54% eran afroamericanos, el 0.2% eran amerindios, el 9.53% eran asiáticos, el 0.01% eran isleños del Pacífico, el 1.93% eran de otras razas y el 3.84% pertenecían a dos o más razas. Del total de la población el 6.55% eran hispanos o latinos de cualquier raza.